# Sigrid Adams-Klingberg
Sigrid Charlotta Amalia Adams-Klingberg, född 22 april 1876 i Karlstad, död 2 december 1956 i Gustav Vasa församling, Stockholm, var en svensk författare av romaner och flickböcker.
Adams-Klingberg hade en stor läsekrets, men hennes författarskap sågs av kritiken som lättviktigt.
Hon var dotter till rektor Gustaf Klingberg och Amelie Lindh. Hon gifte sig 1906 med engelsmannen Leonard Harry Adams. De skiljdes senare.
Sigrid Adams-Klingberg är begravd på Gamla kyrkogården i Strängnäs.